# 75 mm Mle. 1897
Il cannone 75 mm Mle. 1897 (canon de 75 mm Modèle 1897) è stata un pezzo di artiglieria campale progettato e immesso in servizio nell'Esercito francese a partire dal 1897. Costituì il pilastro dell'artiglieria francese per decenni e venne considerato il più moderno ed efficace cannone campale dell'epoca. Caratterizzato dalla grande mobilità, dalla notevole precisione e soprattutto dalla elevata cadenza di tiro consentita dal rivoluzionario sistema di rinculo idro-pneumatico, il cannone da 75 mm raggiunse una fama quasi leggendaria in tutto il mondo, assicurando all'inizio della prima guerra mondiale la superiorità all'artiglieria campale francese.
Dato che, grazie al suo sistema di rinculo, il cannone non necessitava di essere riposizionato dopo ogni colpo, i serventi potevano riprendere il fuoco non appena il cannone ritornava nella sua posizione di partenza dopo il tiro. In condizioni tipiche, il 75 mm francese poteva sparare quindici colpi al minuto sull'obiettivo fino a circa 8.500 metri. La sua cadenza di tiro poteva avvicinarsi ai trenta colpi al minuto per brevi periodi e con artiglieri particolarmente esperti e addestrati; questi ritmi di fuoco superavano quelli raggiungibili dai più moderni fucili a retrocarica in servizio.
Il 75 mm (il soixante-quinze) ebbe un ruolo decisivo soprattutto nella prima battaglia della Marna, durante la quale gli abili e addestrati artiglieri francesi sfruttarono le eccellenti qualità del cannone in campo aperto e inflissero perdite elevatissime alla fanteria e all'artiglieria tedesca.

## Premessa generale
Di concezione rivoluzionaria per l'epoca, il cannone da 75 possedeva effettivamente tutti gli ultimi perfezionamenti intervenuti nell'artiglieria alla fine dell'Ottocento: l'utilizzazione della polvere senza fumo, le munizioni in cartuccia, il tiro con proiettili esplodenti in aria, il caricamento dalla culatta secondo il procedimento Nordenfelt, l'affusto a deformazione, il freno di rinculo idro-pneumatico. Questo insieme di caratteristiche, eliminando lo spostamento del cannone durante il tiro, resero infine possibile una vecchia aspirazione degli artiglieri, il tiro rapido. È grazie queste caratteristiche che il 75 mm fu soprannominato il canon roi.

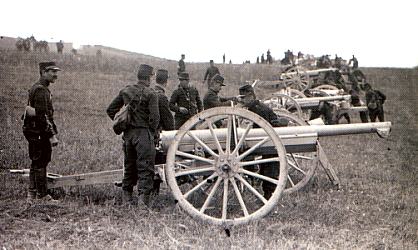
Batteria di cannoni francesi da 75 mm in azione all'inizio della prima guerra mondiale.

Divenuto un emblema della potenza militare francese, conosciuto ben presto come il soixante quinze, ovvero "il nostro glorioso soixante quinze", fu oggetto di un vero culto da parte dei militari e dei patrioti francesi, che videro in questa arma una soluzione miracoloso a tutti i problemi della difesa e della guerra. Questo entusiasmo porterà a trascurare la modernizzazione dell'artiglieria pesante, errore che sarà duramente pagato dalla Francia durante la Prima guerra mondiale. In effetti se il 75 era il miglior cannone da campagna dell'epoca, esso era molto meno utile nella guerra di posizione, dove si aveva bisogno di artiglieria pesante per colpire le truppe trincerate. Il 75 mm tuttavia darà buona prova durante la guerra grazie soprattutto agli artiglieri che pagheranno un pesante tributo in perdite.
Ancora in servizio in gran numero nell'esercito francese nel 1940, in questa occasione si dimostrerà superato in una guerra di movimento, soprattutto perché si era tardato ad adattarlo alla trazione meccanica su mezzi ruotati, divenuta ormai necessaria. Esso conoscerà tuttavia una seconda giovinezza come pezzo anticarro, durante la battaglia di Francia e negli anni successivi in servizio con la Wehrmacht e con le Forces françaises libres.

## Descrizione
Il sistema d'arma che componeva il Matériel de 75 mm modèle 1897, comprendeva tre elementi ruotanti, il cannone, l'avantreno e il retrotreno-cassone, che si combinavano insieme per formare due tipi di traino: la vettura-cannone e la vettura-cassone. Come era tradizionale nell'artiglieria francese dai tempi del sistema de la Vallière, alcuni elementi come le ruote erano intercambiabili. Erano prodotte peraltro tre tipi di ruote: la ruota n. 7, la ruota n. 7 rinforzata e la ruota n. 7C rinforzata, le prime due avevano sette cerchioni di legno collegati al mozzo attraverso quattordici raggi in legno. Il mozzo si inseriva sull'asse per mezzo di un manicotto di bronzo. La ruota rinforzata era provvista di zoccoli in metallo che rendevano più solido il collegamento tra i raggi e i cerchioni e di un cerchio metallico che rinforzava la circonferenza dei cerchioni, mentre la ruota 7C era costituita, per ragioni di semplificazione costruttiva, di solo due cerchioni in legno sagomato.

### Il cannone

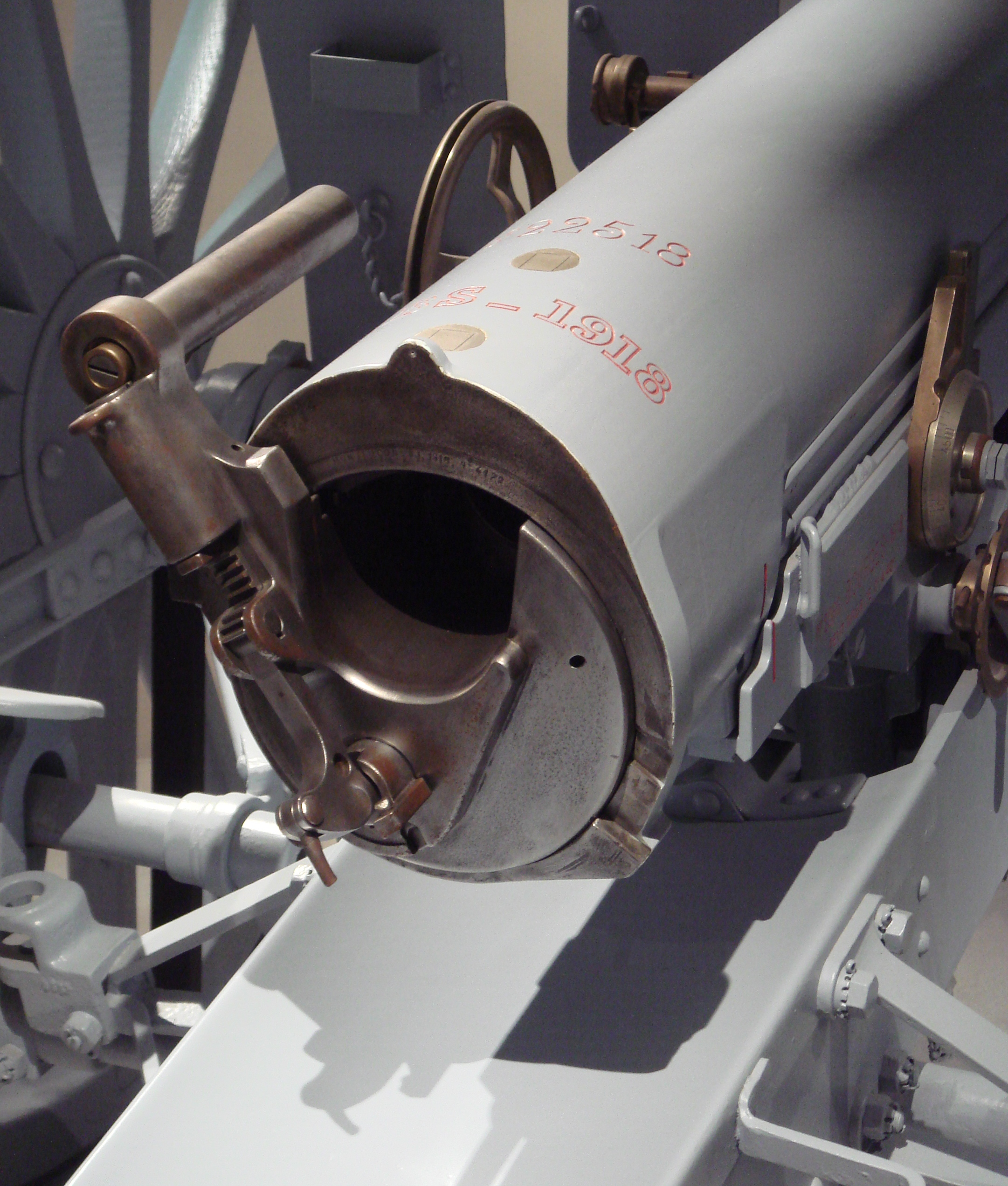
Parte posteriore del cannone con il sistema di caricamento.

Il cannone era costituito da un unico tubo in acciaio, rinforzato nella parte posteriore da un manicotto porta-culatta. Era lungo 2,72 metri e provvisto di ventiquattro rigature a passo costante verso destra, profonde 0,5 millimetri su una lunghezza di 2,23 metri. Il cannone era alloggiato su un rivestimento in bronzo che serviva da carrello durante il rinculo. Era chiuso posteriormente dal blocco della culatta di tipo Nordenfeld. Questo elemento permetteva un tiro rapido e sicuro; l'apertura e la chiusura della culatta avveniva con un semplice movimento di 120° dell'impugnatura della manovella, che chiudeva la camera di scoppio con una rotazione della testata della culatta, la cui perfetta tenuta era inoltre assicurata dal bossolo in ottone del proiettile. Il percussore si trovava a contatto del detonatore del bossolo solo quando la culatta era completamente chiusa; quindi ogni azione prematura sul cordoncino di sparo non poteva far partire erroneamente il tiro, rendendo l'operazione molto sicura. Dopo il tiro, l'apertura della culatta azionava un meccanismo di estrazione del bossolo.

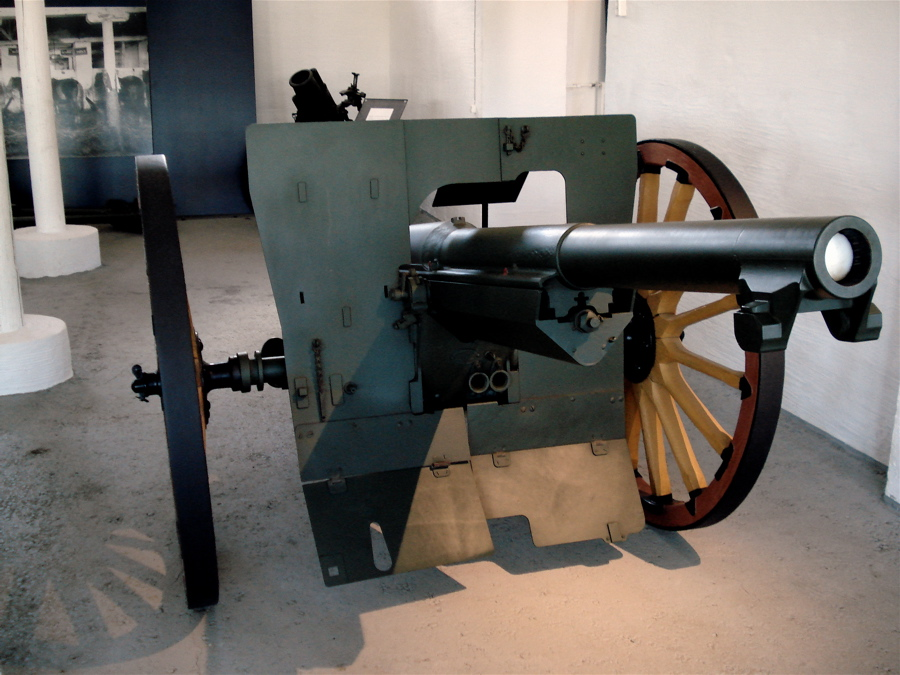
Parte anteriore del cannone.

Il cannone era collegato all'affusto solo attraverso il dispositivo di freno; le protrusioni laterali alloggiavano sui fianchi e al cannone per mezzo di un'asta. Il principio del lungo rinculo era in teoria molto semplice ma fu molto arduo metterlo a punto e renderlo affidabile con le tecnologie dell'epoca. Il freno di tipo I di Deport e il tipo II di Sante-Claire-Deville, benché differissero poco nei loro principi progettuali, erano nettamente differenti nella loro fabbricazione. Invece che utilizzare una molla, impiegavano la compressione di un volume di aria per ottenere il recupero dell'energia di rinculo e grazie a questo il ritorno in batteria del cannone. L'asta porta-cannone era provvista di un pistone nella parte posteriore che premeva sull'olio contenuto in un tubo superiore e lo costringeva a passare in un tubo inferiore dove esso faceva rinculare il pistone libero che lo separava dall'aria compressa. L'energia cinetica del rinculo e la forza esercitata dall'aria compressa si equilibravano progressivamente ammortizzando dolcemente il movimento del cannone. Quando questo era fermo, l'aria si espandeva di nuovo rispingendo l'olio e quindi il cannone. In totale la massa mobile, pesante 461 chilogrammi, rinculava da 1,14 a 1,22 metri.
L'affusto del cannone aveva una forma a freccia composta da due gusci resi solidali da dei separatori in solide lamiere d'acciaio; l'insieme era carenato superiormente da una lamiera in acciaio più fine che componeva un cuscino sul quale alloggiava il freno del cannone. Sui fianchi erano fissati i due copriassi, il vomero a croce e due maniglie. Sui due copriassi si fissava l'asse tubulare, le cui due estremità coniche s'impegnavano nel mozzo delle ruote, ed anche i due scudi indipendenti in acciaio che proteggevano i serventi sul campo di battaglia; quello di sinistra era inoltre rinforzato da un arco flottante che lo fissava sul fianco. Nel 1909 gli scudi protettivi si rivelarono troppo fragili in campagna e venne modificata la loro conformazione; l'arco flottante fu spostato sullo scudo di destra e per collegarli, una traversina amovibile venne posto sopra il cannone e delle centine al di sotto.
Sotto all'affusto si trovava il meccanismo che serviva a mettere in posizione i freni delle ruote durante il tiro; l'insieme rigido costituito da due pattini, dopo essere attivato, discendeva verso il terreno dietro le ruote, facendo perno intorno all'asse. Un cursore bloccava il triangolo dietro il complesso durante la messa in batteria del cannone da parte dei serventi che muovevano la coda del cannone. Le due ruote erano allora costrette a salire sui pattini e il pezzo quindi alloggiava su tre punti fissi, i due pattini e la punta della coda. Quest'ultima durante il primo tiro si approfondiva nel terreno, dato che il cannone rinculava di circa dieci centimetri, ma nei tiri successivi diventava praticamente immobile fatto che permetteva ai serventi di rimanere accanto al pezzo.

### Munizionamento
Il cannone da 75 mm originale sparava due tipi di proiettile, entrambi propulsi ad una velocità media di 500 metri al secondo ed a raggio di 6.900 metri. Le proprietà balistiche erano state specificamente studiate per traiettorie tese dirette fino all'obiettivo designato.
- Un proiettile ad alto esplosivo da 5,3 chilogrammi a detonazione d'impatto, con contenitore in acciaio sottile con esplosione ritardata. Questo proiettile era riempito con acido picrico, conosciuto in Francia come "melenite", usata dal 1888. Il ritardo di tempo era di cinque centesimi di secondo ed era stabilito per permettere la detonazione del proiettile in aria e ad altezza d'uomo dopo aver rimbalzato sul terreno. Questi proiettili era particolarmente devastanti per i polmoni dell'uomo quando esplodevano vicino.
- Un proiettile shrapnel a tempo di 7,24 chilogrammi contenente 290 palle di piombo. Le palle erano sparate quando il timer del proiettile raggiungeva lo zero, idealmente esplodendo in alto sopra il terreno e le truppe nemiche. Durante il 1914 e il 1915 il proiettile shrapnel era il tipo di munizione nettamente predominante nelle batterie francesi da 75 mm; tuttavia nel 1918 i proiettili ad alto esplosivo erano diventati virtualmente il solo tipo di munizione da 75 mm ancora in servizio. Inoltre una serie di nuovi proiettili furono introdotti in servizio per rispondere alle esigenze della guerra di trincea. Venne impiegato in servizio nell'ultima parte della guerra un proiettile con superiore coefficiente balistico che poteva raggiungere il raggio di 11.000 metri.

### IlModèle de 75 mmin azione

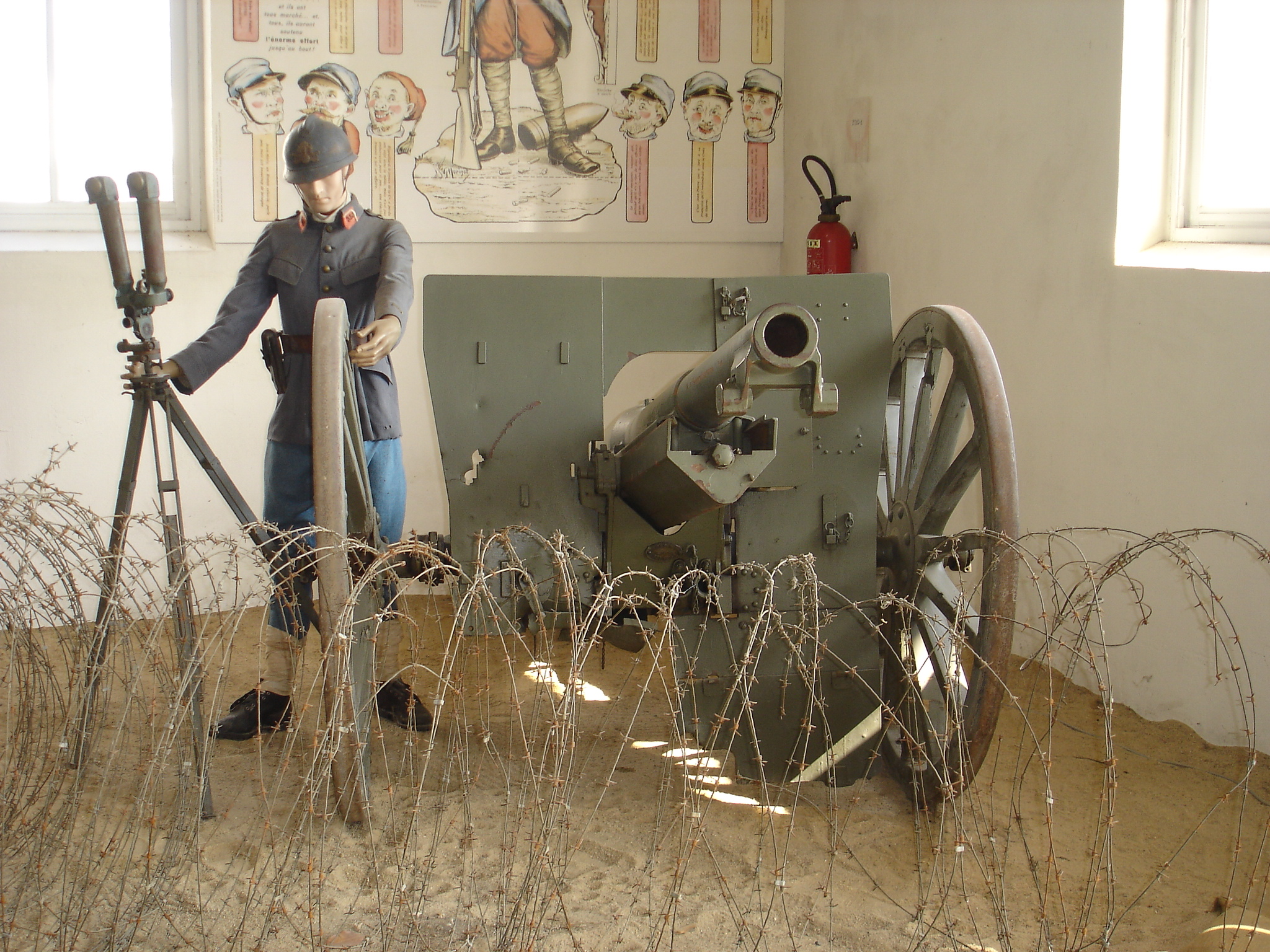
Capo pezzo accanto ad un cannone da 75 mm (museo di Saumur).

Oltre al capo pezzo che dirigeva le operazioni, era necessaria una squadra di sei serventi per impiegare al massimo delle sue possibilità il cannone. Durante il tiro gli artiglieri erano così suddivisi:
- il tiratore prendeva posto a destra, di fronte al pezzo; egli era il responsabile dell'apertura e della chiusura della culatta e del tiro, ma anche del caricamento.
- il puntatore era sulla sinistra e si occupava del puntamento.
- il caricatore stava dietro il puntatore e inseriva la cartuccia nella camera di scoppio.
- dietro il cassone erano al lavoro altri tre serventi, due artiglieri che fornivano le munizioni e un terzo servente che controllava la regolarità dello scoppio prima di consegnare il proiettile pronto al caricatore.

Una squadra di serventi ben addestrata poteva arrivare a sparare fino a 28 colpi al minuto, ma una tale cadenza non poteva essere mantenuta per lungo tempo, a causa dell'esaurimento dei proiettili ed anche dell'affaticamento degli artiglieri e del surriscaldamento della canna; in pratica la cadenza sostenuta era di circa sei colpi al minuto. Se il tiro doveva essere prolungato si utilizzavano i proiettili sistemati nell'avantreno, quindi quelli contenuti nel cassone assegnato al pezzo, poi quelli delle vetture-cassone dello scaglione da combattimento che le dirigeva verso il deposito del corpo d'armata per essere rifornite e quindi inviava una delle vetture-cassone di cui disponeva per approvvigionare il pezzo. Durante le fasi di tiro prolungato si stabiliva quindi una catena che alimentava la batteria di tiro a partire dal deposito del corpo d'armata che era situato a qualche chilometro nelle retrovie.
Per caricare il cannone era sufficiente aprire la culatta ruotante e inserire la cartuccia, quindi bloccare la culatta con un movimento rapido del pugno. Dopo aver sparato, il rinculo del cannone non spostava l'affusto indietro come nei vecchi pezzi d'artiglieria. L'affusto del 75 mm rimaneva sul posto, mentre il tubo del cannone si portava indietro, contenuto nel suo alloggiamento, per uno spazio di 1,20 metri, poi ritornava di nuovo nella posizione iniziale grazie al sistema di recupero idraulico. Quando il tubo era tornato al suo posto, era sufficiente aprire la culatta che espelleva automaticamente la cartuccia vuota, quindi si poteva inserirne un'altra nuova all'interno.
Il vantaggio di questo nuovo cannone erano evidenti. Gli artiglieri non avevano bisogno di tirarsi indietro durante il tiro del cannone come era indispensabile fare quando l'affusto si spostava. Di conseguenza si poteva caricare più rapidamente il cannone che inoltre rimaneva nella sua posizione iniziale evitando la necessità di ricalcolare il bersaglio dopo ogni tiro. L'ancoraggio delle ruote e la penetrazione della punta della coda dopo il primo colpo di cannone era denominato dai francesi abattage. Il cannone non poteva essere elevato oltre i 18° per evitare un'eccessiva penetrazione nel terreno della coda. Il pezzo poteva essere manovrato trasversalmente di 3° a sinistra o a destra spostando la coda sull'asse della ruota. Movimenti progressivi sul traverso insieme con piccoli cambiamenti di elevazione potevano essere effettuati mentre si continuava a tirare, una procedura definita dai francesi fauchage. Una batteria di quattro cannoni che impiegava shrapnel era in grado di sparare in un minuto 17.000 palle di piombo su un'area di cento metri di larghezza e quattrocento metri di lunghezza con effetti devastanti.

## Storia

### Progettazione e immissione in servizio
Nel settembre 1892 venne consegnato all'arsenale di Bourges un cannone sperimentale a tiro rapido da 52 mm, progettato dal capitano Etienne Sainte-Claire Deville. Il generale Mathieu, direttore dell'artiglieria dell'esercito francese, richiese al maggiore Joseph-Albert Deport, un ufficiale d'artiglieria diplomato al École polytechnique che dirigeva le officine di Puteaux, di intraprendere la realizzazione di una versione ingrandita del cannone sperimentale con una calibro di 75 millimetri. Il progetto venne designato "75C". Parallelamente venne portati avanti gli studi su altri tre progetti, destinati soprattutto ad ingannare il servizio informazioni tedesco, denominati "75A", "75B" e "75D". Un primo tiro di prova del 75C venne eseguito all'inizio del 1893, ma si manifestarono dei problemi di solidità e affidabilità del sistema di rinculo. Gli stessi problemi si presentarono anche durante le prove di tiro del 25 novembre 1893 e del 19 maggio 1894, tuttavia dopo la seconda sperimentazione il ministro della guerra, il generale Mercier, decise di ordinare 340 cannoni.
Nel novembre 1894, il maggiore Deport, scoraggiato, decise di ritirarsi dal programma di sviluppo e venne sostituito dal capitano Sainte-Claire Deville che venne assistito dal capitano Émile Rimailho. Egli decise di riprogettare completamente il freno di rinculo, utilizzando i blocchi d'acciaio già ordinati per la fabbricazione del primo modello; tre anni saranno necessari per arrivare ad un risultato soddisfacente, il sistema di frenaggio II. Inoltre venne ampliato il programma complessivo del sistema d'arma, prendendo in considerazione tutto il necessario per consentire al cannone di svolgere i suoi compiti; in particolare venne studiato il problema di garantire un rifornimento efficace di munizioni, fattore essenziale per incrementare la cadenza di tiro. Le generale Hyppolyte Langlois inoltre ordinò anche di studiare il tiro con proiettili esplodenti in aria, modificando il dispositivo di rilascio che era già stato realizzato per il cannone da 52 mm.
Per risolvere il problema del rifornimento, il capitano Sainte-Claire Deville abbandonò l'uso dell'artiglieria che fino a quel momento posizionava i cassoni con le munizioni indietro, molto lontano dai cannoni. Egli progettò un cassone d'avantreno che si sarebbe posto accanto al cannone, riducendo così la fatica dei serventi al caricamento che non avrebbero più dovuto trasportare i proiettili per molti metri per poter rifornire i pezzi. Il sistema di basculamento del cassone risolse nello stesso tempo il problema del trasporto delle cartucce che, trasportate orizzontalmente, rischiavano di subire delle deformazioni inaccettabili; inoltre il cassone forniva un riparo ai serventi che durante i tiri si sarebbero riparati sul fondo e avrebbero potuto, relativamente protetti, estrarre e preparare i proiettili per gli altri artiglieri addetti al tiro. Numerose altre innovazioni, oltre al meccanismo di rinculo, furono adottate per permettere il tiro rapido; per immobilizzare il cannone, le due ruote furono provviste di un freno a battente, i cui pattini si interponevano tra il suolo e la banda di rotolamento della ruota, inoltre un cuneo posto dietro la coda dell'affusto, era studiato per interrarsi al suolo dopo il primo tiro.
Nel dicembre 1896 le prove del nuovo pezzo si rivelarono estremamente soddisfacenti: 10.000 colpi furono sparati alla cadenza di venti colpi al minuto senza incidenti. Un primo ordine di 600 cannoni venne quindi approvato per il 1897. La produzione di ciascun elemento del 75, era realizzato in due fabbriche collegate; questa misura era stata consigliata dal capitano Deville per favorire una migliore intercambiabilità dei pezzi di ricambio. I cannoni erano fabbricati a Bourges e a Tarbes, gli affusti a Tarbes e a Tulle; i cassoni a Saint-Étienne e a Châtellerault, mentre il sistema di rinculo, a Puteaux e Saint-Étienne. Una commissione degli armamenti, creata nel dicembre 1897 e diretta dal generale Gras, venne incaricata di coordinare e controllare la produzione. Il cannone entrò ufficialmente in servizio nell'esercito francese il 28 marzo 1898 e venne presentato al pubblico per la prima volta il 14 luglio 1899, durante la sfilata sugli Champs-Élysées.
Nel frattempo, per continuare ad ingannare la Germania, il generale Deloye, succeduto al generale Mathieu, fece proseguire lo sviluppo del 75A e 75B, arrivando fino a far trapelare che il 75B era sul punto di essere adottato. Questa azione di disinformazione, nel contesto dell'affare Dreyfus, diede i suoi frutti: l'esercito tedesco in effetti immise in servizio precipitosamente nel 1896 un modello di cannone campale da 77 mm, il 7,7 cm FK 96, ad affusto rigido, completamente superato in rapporto al 75 mm francese, e non proseguì gli studi su un pezzo similare, proposto da Conrad Haussner nel 1891 che soffriva degli stessi problemi dei primi freni di rinculo del cannone francese.

### Le unità equipaggiate con il 75 modèle 1897

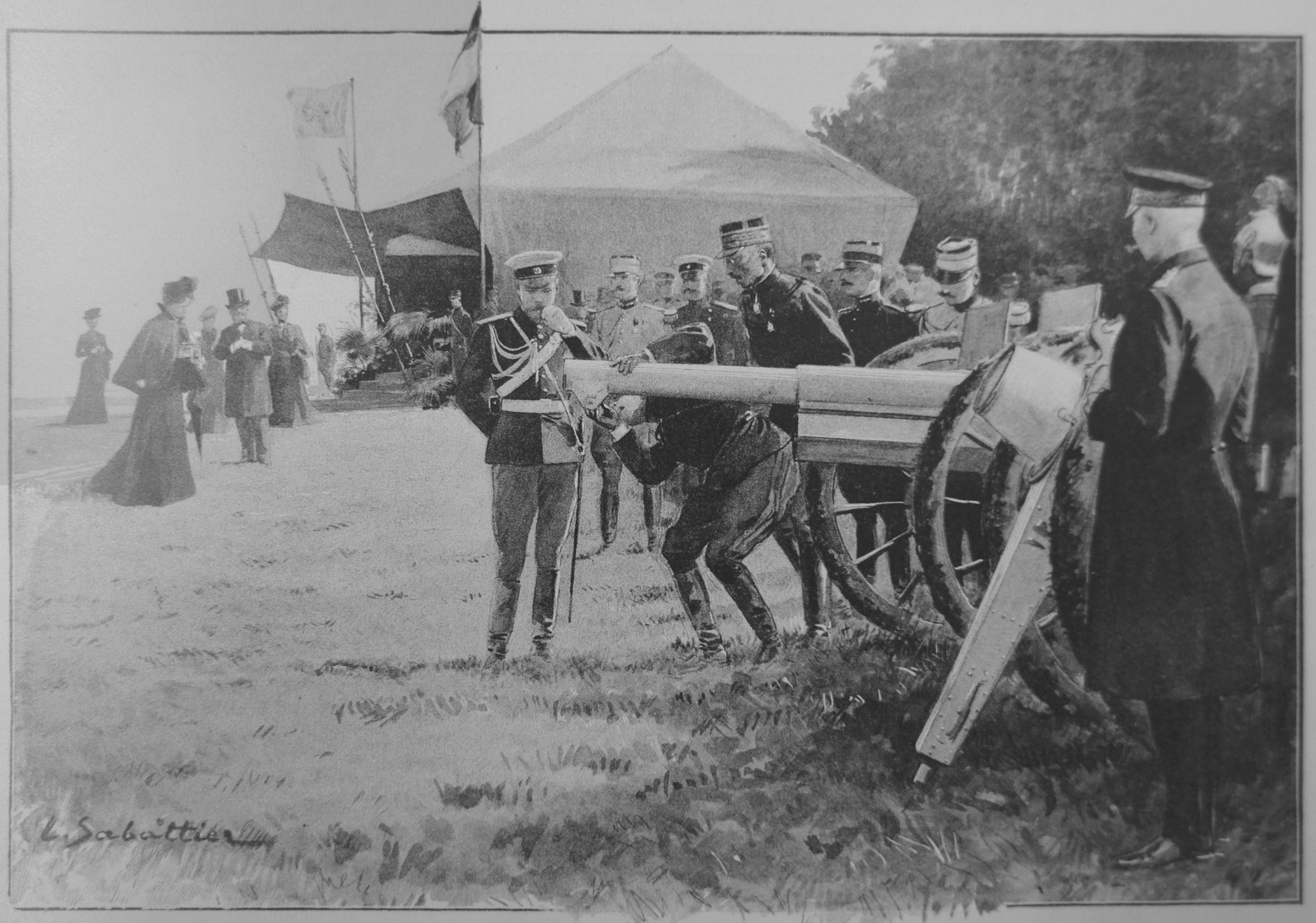
Il cannone da 75 mm viene mostrato allo zar Nicola II di Russia.

Nel 1897, quando il pezzo entrò in servizio, l'esercito francese allineava quaranta reggimenti di artiglieria campale, di cui i più recenti erano stati creati nel 1894. In seguito, con l'adozione del servizio militare di tre anni, il numero di reggimenti da campagna salì a sessantadue. Essi erano suddivisi in tre tipi: i reggimenti assegnati al corpo d'armata, in numero di venti, ognuno formato da quattro gruppi di batterie; i reggimenti assegnati alle divisioni, formati da tre gruppi, infine dieci reggimenti che possedevano un quarto gruppo aggiuntivo, detto "a cavallo", che era distaccato alle divisioni di cavalleria. Ogni gruppo di artiglieria campale comprendeva tre batterie; un totale di 648 batterie di quattro cannoni ciascuna.
Lo stato maggiore del reggimento d'artiglieria era composto da diciassette uomini, di cui tre ufficiali effettivi e tre ufficiali della riserva, con tredici cavalli, di cui undici da sella, un furgone e due biciclette. Lo stato maggiore del gruppo d'artiglieria era ancora più numeroso con venti uomini, di cui sei ufficiali; esso raggruppava diversi tipi di specialisti, compresi il medico e il veterinario, ma anche il macellaio. Esso era equipaggiato con una vettura sanitaria, una per le carni, due furgoni di bagagli e quindici cavalli, di cui otto da sella. In periodi normali, il suo personale veniva assegnato al nono pezzo della prima batteria del gruppo, ma in tempo di guerra, veniva raggruppato nel servizio di traino reggimentale.
La batteria era l'unità fondamentale dell'artiglieria francese; l'adozione del 75 mm modèle 1897, provocò la sua diminuzione numerica, in ragione dell'accresciuta cadenza di tiro, da sei a quattro cannoni. Questa nuova organizzazione divenne ufficiale con l'ordinanza ministeriale del 1899 e venne infine fissata definitivamente con la legge del 24 luglio 1909. I suoi effettivi totali erano di tre ufficiali e 171 uomini. Il materiale comprendeva sedici vetture, compresi i quattro cannoni, dodici cassoni, ai quali si aggiungevano una forgia e quattro furgoni. Centosessantotto cavalli, di cui trentasei da sella, assicuravano la mobilità. La batteria era suddivisa in nove plotoni di pezzi, comandati ciascuno da un maresciallo d'alloggio, assistito da due brigadieri. In combattimento i primi cinque plotoni formano la batteria di tiro, comandata da un tenente effettivo, mentre gli altri quattro formano lo scaglione da combattimento diretto da un sottotenente della riserva; tuttavia il nono plotone era la maggior parte del tempo raggruppato con quelli delle altre batterie, nel traino reggimentale.
Le trenta batterie a cavallo si differenziavano poco con un effettivo di quattro ufficiali e 175 uomini; tuttavia per incrementare la mobilità, la maggior parte dei serventi erano montati su cavalli da sella; erano quindi assegnati a queste batterie 115 cavalli, di cui 62 da sella.

### Le prime azioni

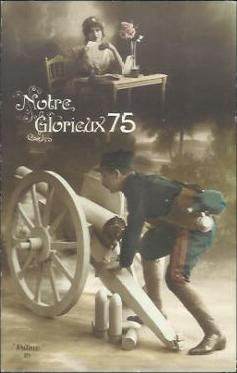
Cartolina postale di propaganda; il cannone da 75 mm divenne in breve tempo oggetto di un vero culto.

Il cannone da 75 modèle 1897 venne per la prima volta impiegato in azione nel giugno 1900 durante la spedizione internazionale in Cina contro i Boxer. Vennero schierate tre batterie, in particolare durante la conquista di Pechino il 13 agosto 1900, dove la loro efficacia impressionò il feldmaresciallo tedesco Alfred von Waldersee, comandante in capo della forza di spedizione, che si affrettò a riferire al suo governo riguardo alla superiorità del nuovo pezzo d'artiglieria francese.
Nel 1912 la Serbia, la Grecia e la Bulgaria, che avevano acquistato il cannone francese, affrontarono l'Impero ottomano durante la prima guerra balcanica; l'esercito turco era equipaggiato con il cannone da 77 mm tedesco, che si rivelò nettamente inferiore. La seconda guerra balcanica, nella quale la Bulgaria si scontrò con i suoi precedenti alleati, vide invece i 75 mm scontrarsi tra loro.
I militari tedeschi erano consapevoli che il loro cannone campale più moderno, il 7,7 cm FK 96, appena introdotto in servizio, era già del tutto superato e assolutamente non in grado di competere con il cannone francese. Lo stato maggiore tedesco promosse quindi un radicale miglioramento del FK 96 con l'introduzione di una serie di innovazioni tecnologiche per renderlo adeguato a competere con il cannone campale francese. Entro il 1905 si iniziò a immettere in servizio il nuovo cannone, denominato 7,7 cm FK 96 nA (neuer Art, "nuova progettazione"); le batterie di artiglieria campale assegnate alle divisioni di prima linea furono riequipaggiate con la nuova bocca da fuoco entro il 1908. Il FK 96 nA rappresentava un netto miglioramento tecnico rispetto al vecchio FK 96 originale e introduceva il sistema di rinculo idro-pneumatico e un nuovo sistema di caricamento simile al pezzo francese, ma era ancora significativamente inferiore al 75 mm che conservava una maggiore gittata, un proiettile più pesante e soprattutto una cadenza di tiro più elevata

### Prima guerra mondiale
Nel 1914 la Francia entrò nella prima guerra mondiale con 3.840 cannoni da 75 mm a disposizione; i piani prebellici dell'esercito francese assegnavano un ruolo determinato all'artiglieria campale e prevedevano una forza teorica di oltre 4.000 cannoni da 75 con 1.190 colpi ciascuno, per un totale di 4.860.000 granate. Dopo la campagna del 1914, c'era una carenza di circa 400 pezzi; mentre nell'aprile 1915, mancavano 800 cannoni all'effettivo teorico dei reggimenti di artiglieria campale. Nel 1918 il numero dei pezzi disponibili raggiunse 5.484.

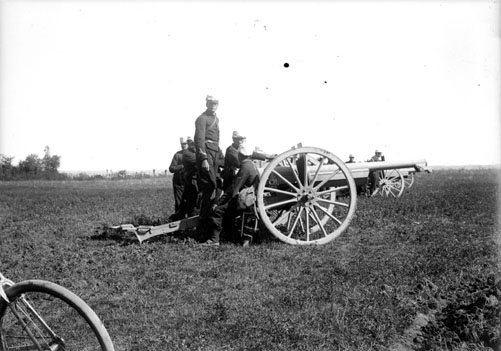
Un cannone da 75 mm in azione durante le manovre.

Il cannone da 75 mm (il soixante-quinze) ebbe un ruolo decisivo durante la prima battaglia della Marna dal 5 al 12 settembre 1914 dove le batterie dell'artiglieria francese spararono un enorme numero di proiettili contribuendo a bloccare l'avanzata tedesca e colpendo con effetti distruttivi le posizioni dell'artiglieria avversaria. Il 7 settembre i cannoni da 75 del 5º reggimento d'artiglieria, comandato con grande abilità dal colonnello Robert Nivelle stabilizzarono la cituazione sul fiume Ourcq infliggendo pesanti perdite alla fanteria tedesca all'assalto; il 10 settembre i 75 mm del VI e V corpo d'armata frantumarono completamente un attacco notturno in massa tedesco a Vaux-Marie. In precedenza i cannoni da 75 mm francesi diretti dal generale Frédéric Georges Herr, comandante dell'artiglieria del VI corpo d'armata, grazie anche alle informazioni fornite dagli aerei da ricognizione e dai palloni aerostatici, avevano colpito con grande efficacia le batterie dell'artiglieria campale tedesca. Al termine della battaglia le batterie da 75 mm, servite da artiglieri addestrati e motivati, avevano sparato un numero così elevato di colpi che si verificò una preoccupante carenza di proiettili che costrinse il comando francese a ridurre temporaneamente i quantitativi assegnati e richiedere con urgenza un incremento della produzione di munizioni.
All'inizio della guerra erano disponibili 530.000 proiettili per il cannone da 75 mm che scesero a 465.000 all'inizio della battaglia della Marna, il 5 settembre, ed a soli 33.000 al termine degli scontri; il 10 settembre le armate francesi mancavano di 272 cannoni e ben 713 cassoni di munizioni. Nonostante queste carenze, nel complesso l'artiglieria campale francese dimostrò sulla Marna la sua grande efficienza, impressionando i soldati tedeschi che descrissero la precisione e la potenza di fuoco dei cannoni avversari. Alti ufficiali tedeschi confermarono dopo la guerra che le batterie francesi da 75 mm "erano superiori alle nostre, non solo dal punto di vista dell'equipaggiamento ma anche per le loro tattiche e per la loro potenza di fuoco". I cannoni francesi, oltre a disporre di una maggiore gittata utile, disponevano di proiettili schrapnel e ad alto esplosivo più efficienti e con maggior potenza.
Nonostante la loro minore efficacia nel contesto della guerra di trincea che si instaurò sul fronte occidentale alla fine del 1914, il 75 mm nondimeno continuò ad avere un ruolo determinante; contribuendo in particolare all'arresto dell'offensiva tedesca nella battaglia di Verdun del 1916. I cannoni da 75 mm erano impiegati da artiglieri di grande competenza, in buona parte ufficiali d'artiglieria usciti dalle grandi scuole come École polytechnique. Le batterie campali divennero una delle armi principali dell'esercito francese e non meno 27.000 cannoni furono costruiti durante la guerra; con una produzione di munizioni di 210 milioni di grante. Il consumo di proiettili durante la guerra divenne enorme: per esempio circa 3,75 milioni di colpi furono sparati nel solo mese di marzo 1916 durante la battaglia di Verdun. In questo occasione, oltre 1.000 cannoni da 75 mm, 250 batterie, furono costantemente in azione, notte e giorno, sul campo di battaglia per un periodo di quasi nove mesi. Il numero totale di proiettili da 75 consumati a Verdun dal 21 febbraio al 30 settembre 1916 ammontò, secondo i dati ufficiali disponibili del Service Historique de l'Armée de Terre, ad oltre 16 milioni di colpi, quasi il 70% di tutti i proiettili sparati dall'artiglieria francese nel corso della battaglia.

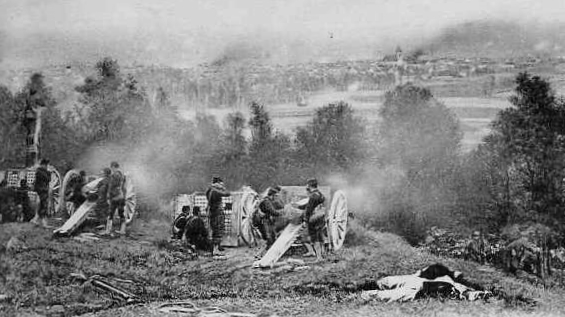
Batteria di cannoni francesi da 75 mm apre il fuoco contro le linee nemiche.

La Francia attraversò una grave crisi organizzativa alla fine dell'anno 1914, quando la produzione dei proiettili, di importanza decisiva, si rivelò insufficiente. A novembre si producevano solo 14.000 proiettili al giorno. Si decise quindi di ricorrere all'industria privata al fine di aumentare la produzione giornaliera da 20.000 a 100.000 proiettili. Numerose industrie civili furono riconvertite alla produzione bellica e, grazie al lavoro delle donne e all'impiego di nuove procedure di fabbricazione, come la realizzazione delle munizioni per lavorazione meccanica e non per fusione, la produzione aumentò rapidamente. Nel settembre 1914 furono prodotti 11.000 proiettili, si passò a 46.000 all'inizio del 1915, poi a 75.000 nel giugno dello stesso anno. Ma, di conseguenza, la qualità delle munizioni peggiorò, provocando più spesso delle esplosioni e degli inceppamenti del cannone (una esplosione ogni 3.000 tiri in media, contro una ogni 500.000 nel 1914). La situazione divenne così seria che l'alto comando dovette ordinare temporaneamente di non utilizzare i cannoni da 75 mm se non in situazioni di emergenza. Divenuto colonnello, Sainte-Claire Deville venne incaricato di risolvere il problema ed egli riuscì nel settembre 1915 a migliorare la qualità della produzione grazie a dei controlli più stretti; tuttavia, la qualità non raggiunse più i livelli di prima della guerra.
Il cannone da 75 mm era devastante contro masse di fanteria in avanzata a ranghi serrati in campo aperto; tuttavia i suoi proiettili erano troppo leggeri e mancavano della potenza esplosiva necessaria per distruggere i trinceramenti più solidi delle linee tedesche, i bunker in cemento armato e i ricoveri costruiti in profondità nel terreno. Quindi, con il passare del tempo, le batterie francesi da 75 furono impiegate soprattutto per battere con il proiettili ad alto esplosivo i corridoi attraverso le cinture trincerate tedesche. Inoltre dopo il 1916, le batterie campali divennero le armi principali utilizzate per tirare i proiettili caricati con gas tossico, principalmente iprite e fosgene.
Le perdite durante la guerra furono molto pesanti. Circa 18.000 pezzi furono distrutti, i due terzi a causa dell'azione nemica, 3.257 cannoni esplosero, 3.391 si deformarono per difetti della canna, della culatta o in seguito ad esplosioni premature della cartuccia.
L'esercito francese dovette attendere fino all'inizio del 1917 per ricevere in quantità la nuova artiglieria pesante a tiro rapido con sistema di rinculo idro-pneumatico, come l'obice Schneider da 155 mm e il cannone a lungo raggio 155 mm GPF. Nel frattempo dovette impiegare in azione circa 4.000 cannoni pesanti de Bange da 90, 120, 155, 220 mm, privi di un sistema moderno di rinculo, che erano efficaci ma inferiori in rapidità di tiro alla più moderna artiglieria pesante tedesca. L'eccessiva fiducia nel cannone campale da 75 mm, una dottrina sviluppata dallo stato maggiore negli anni prebellici, costò molte vite francesi durante le deludenti offensive del 1915.

### In servizio nell'esercito britannico
Nel 1915 i britannici acquistarono un certo numero di cannoni anti-aerei derivati dal 75 mm "autocanon de 75 mm mle 1913" come misura d'emergenza in attesa dello sviluppo di nuovi materiali; furono anche forniti alcuni cannoni da 75 mm normali che furono adattati al ruolo antiaereo dalla Coventry Ordnance Works; al momento dell'armistizio del 1918 erano in servizio ancora 29 pezzi.
Nel giugno 1940, l'esercito britannico avendo perso la maggior parte dei suoi cannoni campali nella campagna di Francia, gli Stati Uniti fornirono 895 cannoni 75 mm 1897 con un milione di proiettili; per motivi di opportunità politica la vendita alla British Purchasing Commission venne fatta tramite la US Steel Corporation. Il modello base era conosciuto nell'esercito britannico come "Ordnance, QF, 75 mm Mk 1", questi pezzi operarono come artiglieria campale e anticarro. Ad alcuni di questi cannoni furono rimosse le ruote e parti dell'affusto in modo che potessero essere installati su un piedistallo denominato "Mounting, 75 mm Mk 1". Questi cannoni furono impiegati come artiglieria costiera leggera e non furono dichiarati obsoleti fino al marzo 1945.

### In servizio con l'esercito degli Stati Uniti

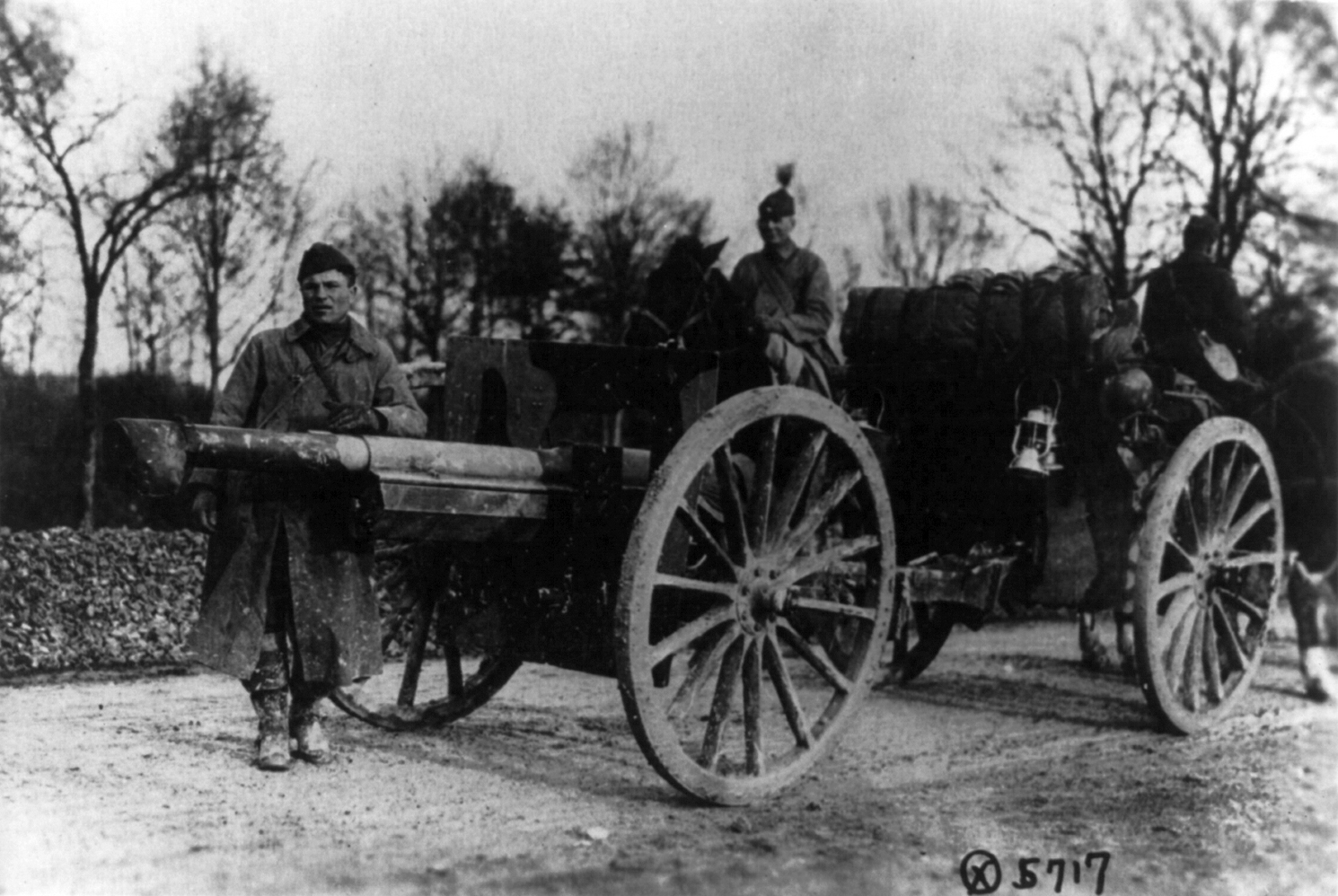
Un cannone da 75 mm dell'American Expeditionary Forces nel 1918 in Francia.

Lo United States Army adottò il cannone campale francese da 75 mm durante la prima guerra mondiale e lo impiegò ampiamente durante i combattimenti. La designazione statunitense del materiale di base era "75 mm Gun M1897". A novembre 1918 erano schierate sui campi di battaglia in Francia 480 batterie americane con oltre 1.900 cannoni. La costruzione del 75 mm da parte dell'industria americana iniziò nella primavera 1918 e si accrebbe rapidamente; l'affusto era costruito dalla Willys-Overland, il sistema di recupero idro-pneumatico dalla Singer Manufacturing e dal Rock Island Arsenal, il cannone dalla Symington-Anderson e dalla Wisconsin Gun Company. L'industria americana costruì 1.050 cannoni da 75 mm durante la guerra mondiale, ma solo 143 erano stati trasportati in Francia entro l'11 novembre 1918, la maggior parte delle batterie americane impiegò in azione cannoni da 75 di costruzione francese. L'American Expeditionary Forces ne ebbe a disposizione 1.828 cannoni prodotti dall'industria francese. Durante il suo periodo di servizio con il corpo di spedizione americano, il capitano e futuro presidente Harry Truman comandò una batteria di cannoni francesi da 75 mm.
Durante gli anni trenta la maggior parte dei cannoni M1897 A2, di costruzione francese, e M1897 A4, di produzione americana, furono montati su moderni affusti M2A3 dotati di ruote con pneumatici che consentivano il trasporto in velocità, mentre il limite di elevazione fu elevato a +45° e il traverso a 30° a sinistra e a destra. Insieme con il nuovo munizionamento, queste modifiche incrementarono il raggio effettivo e permisero di usare in cannone nel ruolo anticarro, costituendo l'equipaggiamento dei primi battaglioni Tank Destroyer. Questi cannoni da 75 mm furono in seguito rimossi dagli affusti trainati e installati su semicingolati M3 mentre vennero progressivamente sostituiti dai più potenti e versativi obici da 105 mm M101 a partire dal 1941. I M3 GMC furono utilizzati nel teatro del Pacifico durante la battaglia delle Filippine dalle compagnie di cannoni regimentali dei Marines fino al 1944.
I M3 GMC formarono anche l'equipaggiamento dei primi battaglioni Tank Destroyer durante le operazioni in Nord Africa e Italia e continuarono ad essere impiegati dai britannici in Italia e in piccoli numeri in Europa fino alla fine della guerra.
Infine si deve segnalare che i cannoni da 75 mm dei carri armati americani M3 Lee/Grant e M4 Sherman, del carro leggero M24 Chaffee e del bombardiere North American B-25 Mitchell erano tutti derivati dal modello 1897 e usavano le stesse munizioni del cannone da 75 francese.

### Primo dopoguerra e Seconda guerra mondiale
Nonostante gli sviluppi tecnologici nel campo dell'artiglieria, grandi quantità di cannoni da 75 era ancora impiegati nel 1939. In precedenza molti pezzi erano stati consegnati dalla Francia alla Polonia nel 1919-1920, insieme ad altri equipaggiamenti, per permetterle di combattere la guerra sovietico-polacca. Questi cannoni in servizio nell'esercito polacco erano conosciuti come 75 mm armata wz.1897; nel 1939, nel momento dell'invasione tedesca, i polacchi aveva a disposizione 1.374 cannoni da 75 mm che costituivano nettamente il più numeroso pezzo d'artiglieria in servizio nell'esercito.

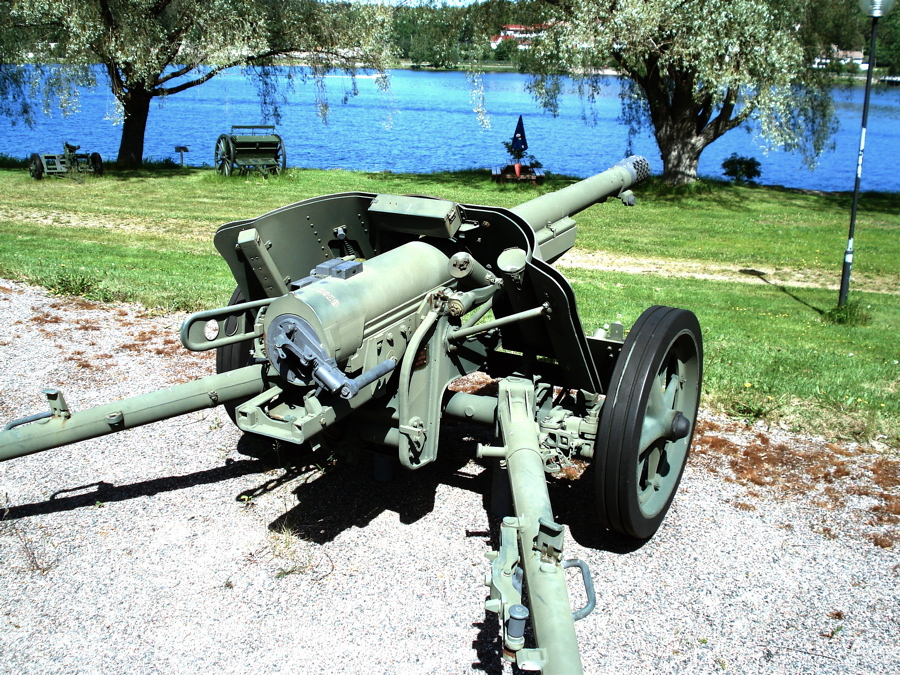
Il pezzo anticarro 7,5 cm PaK 97/38

Alcuni cannoni francesi furono modernizzati nel periodo tra le due guerre mondiali; in parte il 75 mm venne adattato per l'impiego anticarro; la versione denominata Canon de 75 Mle 1897/33 sparava proiettili ad alto esplosivo anticarro. Il cannone venne migliorato anche in altri aspetti, come la sostituzione delle ruote in legno con quelle dotate di pneumatico. Ancora largamente in servizio nell'esercito francese all'inizio della seconda guerra mondiale, con circa 4.500 cannoni disponibili, il 75 mm venne impiegato con buoni risultati come pezzo anticarro d'emergenza durante l'ultima fase della campagna di Francia del 1940. Nel quadro dell'esercito francese d'armistizio il cannone venne utilizzato durante la campagna di Siria del 1941.

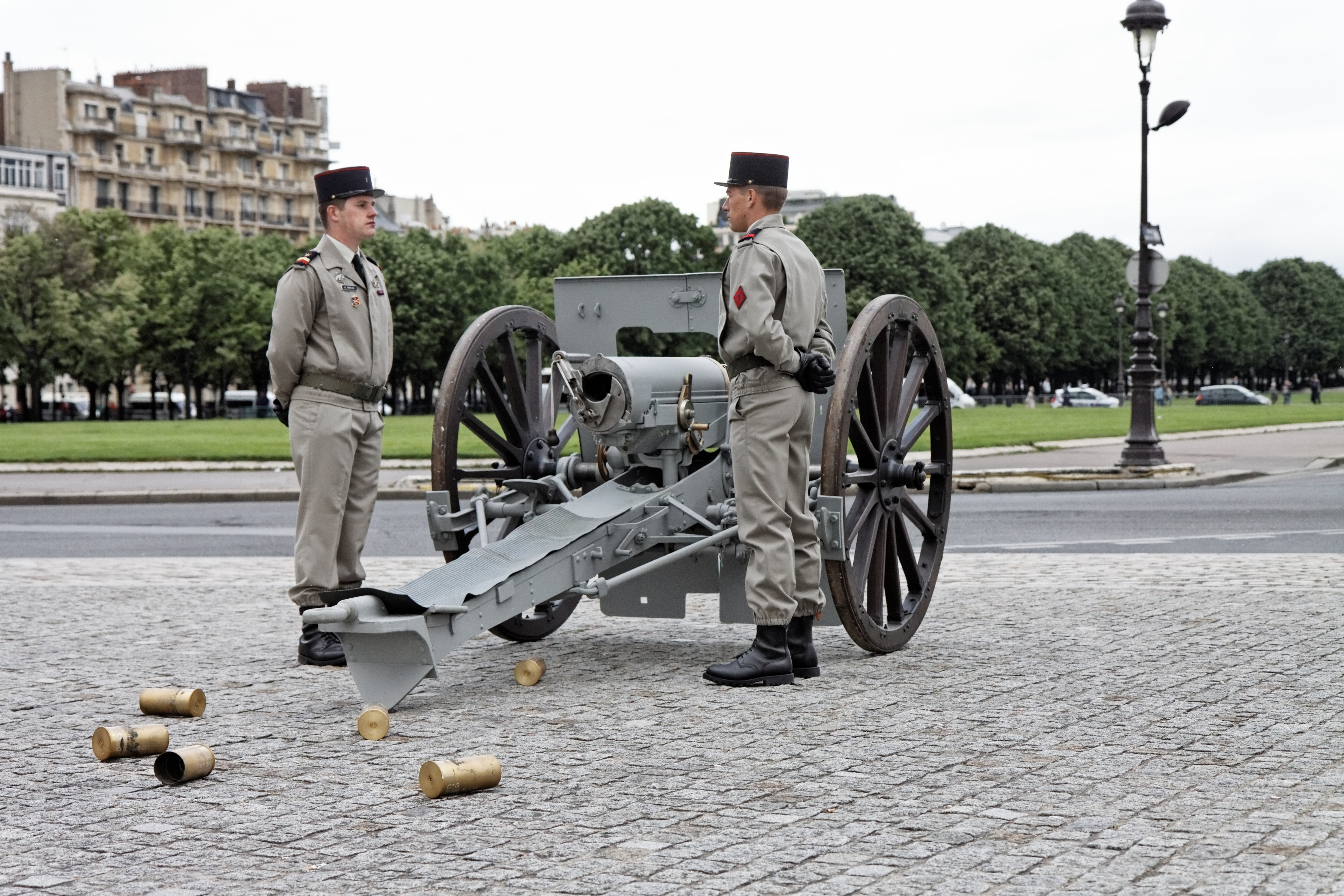
Un Canon de 75 modèle 1897 impiegato per sparare le ventuno salve di saluto di fronte agli Invalides, in occasione dell'inaugurazione della presidenza di François Hollande.

Durante la battaglia di Bir Hacheim, nel giugno 1942, i cannoni da 75 mm della Brigata francese libera, impiegati dagli artiglieri del 1º reggimento artiglieria di marina, svolsero un compito molto importante durante la difesa del campo trincerato. Le forze italo-tedesche persero 51 mezzi corazzati e un centinaio di altri veicoli in buona parte a causa del fuoco dei pezzi da 75 mm; il cannone si distinse anche nella seconda battaglia di El Alamein. In mani francesi il cannone venne impiegato anche nella campagna di Tunisia, prima di essere sostituito nel 1943 da materiale anglo-americano più moderno.
I tedeschi recuperarono tutto il materiale disponibile, utilizzandolo sotto la denominazione "FK 231(f)", ma il proiettile non aveva molta efficacia come arma anticarro a causa della sua velocità iniziale troppo bassa per poter perforare la corazzatura del carro sovietico T-34; il complesso militare-industriale tedesco quindi introdusse come munizionamento proiettili a carica cava più efficaci. Inoltre l'affusto non era abbastanza stabile per essere veramente efficiente nel ruolo anticarro e così il cannone venne montato sull'affusto del PaK 38 da 5 cm con la denominazione di "7,5 cm PaK 97/38". Il cannone venne anche dotato di un freno di bocca tubulare. Questi cannoni anticarro d'emergenza venne forniti anche alle formazioni rumene, ungheresi, finlandesi e italiane impegnate sul fronte orientale nel 1942 che disponevano di materiale meno efficiente. L'anima del cannone francese era tuttavia troppo pesante e il rinculo troppo lungo per lo châssis tedesco, a causa della mancanza di stabilità, subiva un decremento la precisione di tiro; il PaK 97/38 venne progressivamente sostituito dal 7,5 cm PaK 40 e definitivamente ritirato dal servizio attivo nel 1944.

## Varianti e derivati

### Artiglieria campale
Tra le due guerre mondiali, l'esercito francese cercherà di aggiornare cannone da 75 adattandolo al traino meccanico, che iniziò a soppiantare quello a cavalli negli anni trenta. L'assenza di sospensioni e le ruote in legno cerchiate in acciaio limitavano la velocità di traino a circa 8 km/h; inoltre le vibrazioni potevano danneggiare il pezzo. Dopo una iniziale proposta di André Citroën di trainare il pezzo con un carrello sotto le ruote del pezzo, si optò per più radicali modifiche all'affusto, che portarono alla realizzazione di nuove versioni: 

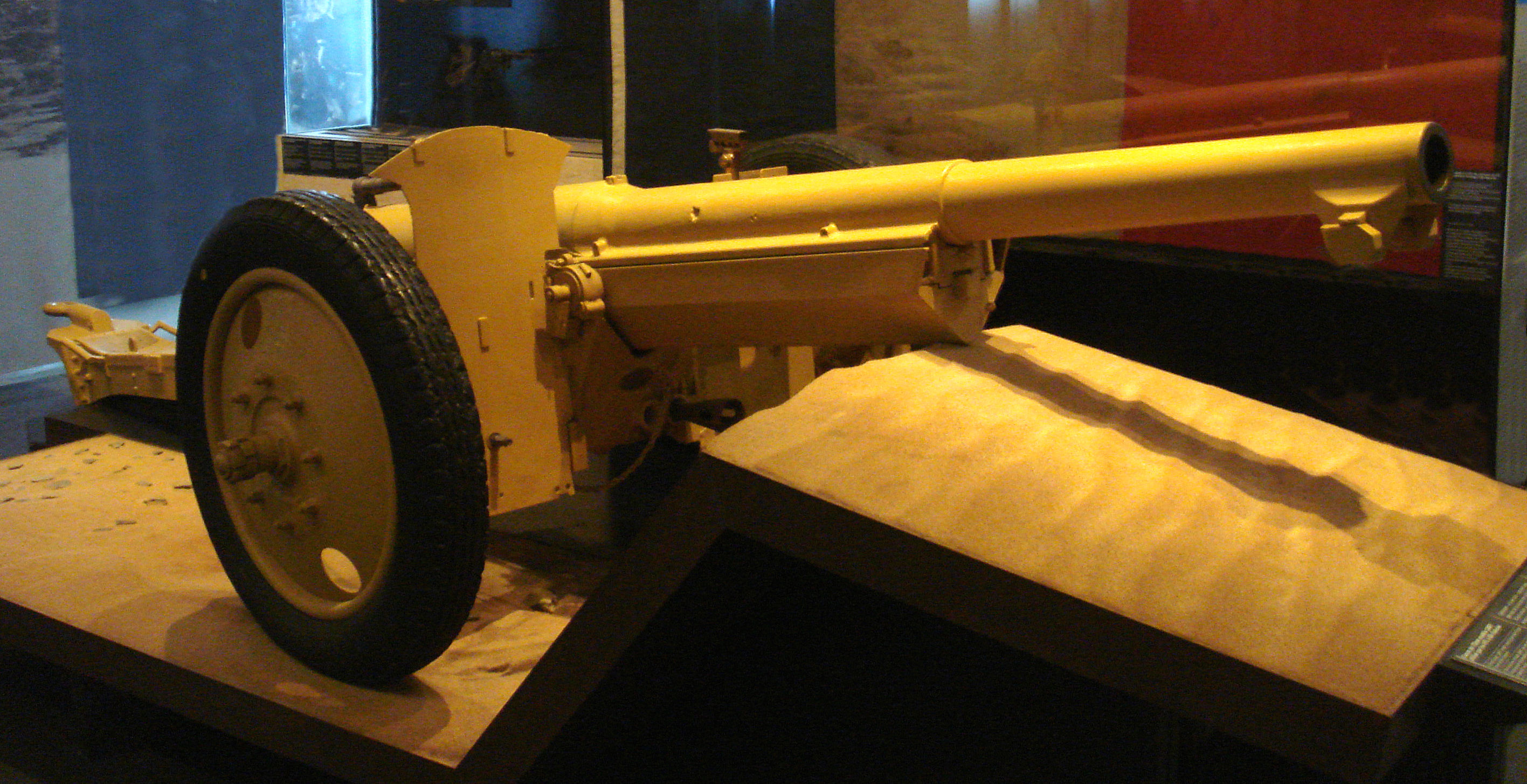
Cannone da 75 modèle 1897 modifié 1938-1940 utilizzato dalle Forces françaises libres durante la battaglia di Bir Hacheim.

- Matériel de 75 modèle 1897 modifié 1938: variante motorizzata con le ruote di legno sostituite con ruote a sette raggi metallici con pneumatici pieni e modifiche allo scudo protettivo, mentre viene conservato il freno a ceppi. Il peso sale 1,5 tonnellate, complicando le manovre. Vennero modificati circa 700 pezzi, alcuni poi dotati di ruote a disco d'acciaio e pneumatici con camera d'aria.Cannone da 75 modèle 1897 modifié 1938-1940 utilizzato dalle Forces françaises libres durante la battaglia di Bir Hacheim.
- Matériel de 75 modèle 1897 modifié 1938-1940: miglioramento della versione precedente, con pneumatici a camera d'aria e freno a tampone sostituito da freno a tamburo.

L'adozione di una bocca da fuoco 1897 su un affusto a code divaricabili venne studiata a partire dal 1937. Vennero quindi elaborati due prototipi, adatti al tiro anticarro ed a quello di artiglieria, che non saranno adottati prima dell'armistizio: 
- Matériel de 75 divisionnaire APX: questo modello fu consegnato dall'Atelier de construction de Puteaux (APX) il 2 dicembre 1939, due anni dopo l'ordine. Il pezzo era costituito da un nuovo affusto a cosce divaricabili, sul quale era incavalcata una bocca da fuoco Mle 1897 sulla sua culla originale, modificata per variare la corsa di rinculo in funzione dell'inclinazione. Il puntamento in azimuth era comandato dal lato sinistro, quello in elevazione dal lato destro. Considerato modello di transizione in attesa di un pezzo di concezione moderna, venne giudicato troppo complesso per una rapida messa in produzione e troppo difficile da manovrare, venendo infine rigettato.
- 75 tous Azimuts ABS: modello consegnato dalle officine di Bourges il 18 marzo 1940. L'affusto era a tre code e permetteva il tiro su 360°. La canna era analoga a quella Mle 1897 ma con la parte rigata allungata di 313 mm; il sistema di puntamento era basato su un goniometro ed un collimatore ad inclinazione variabile; per il puntamento anticarro si usava una lunetta analoga a quella del 47 mm Mle 1937, solidale alla bocca da fuoco. Le prove diedero esito completamente soddisfacente e la commissione incaricata ne raccomandò la sua immediata adozione; questo rapporto entusiasta era però datato 11 maggio 1940, il prototipo venne inviato a Tarbes qualche giorno più tardi e nascosto dopo l'armistizio, venendo così persa ogni sua traccia.

### Artiglieria da montagna
- Canon de 75 M (montagne) modele 1919 Schneider
- Canon de 75 M (montagne) modele 1928

### Artiglieria contraerea

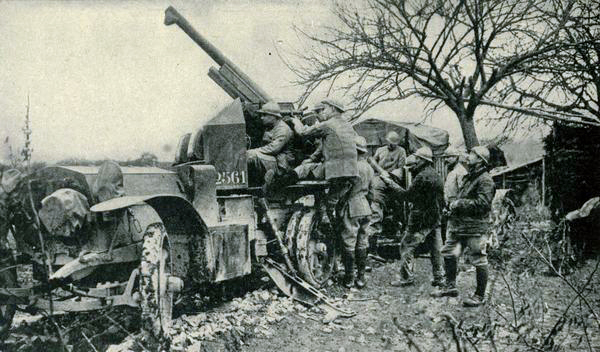
Auto-canon in posizione di tiro.

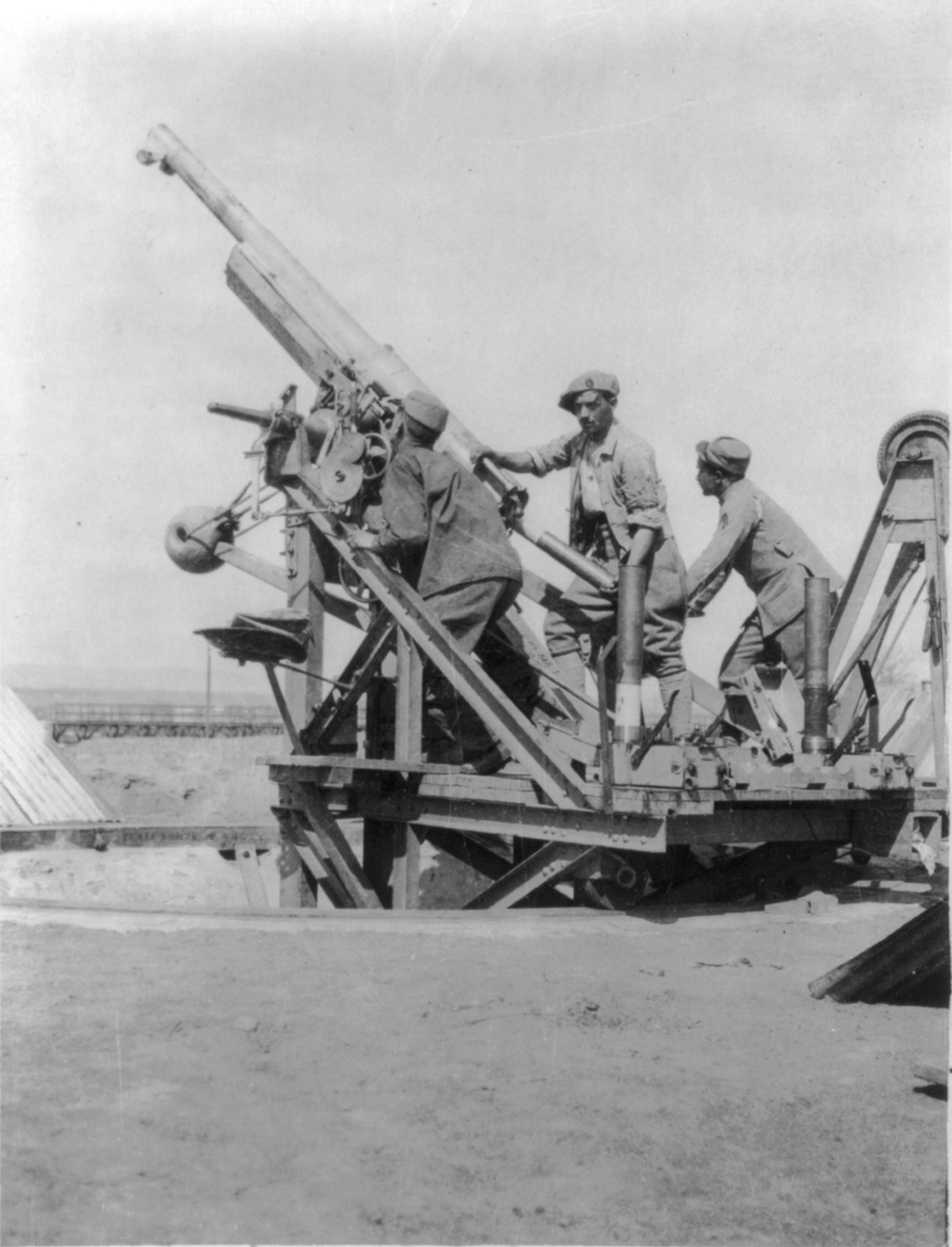
Pezzo su piattaforma antiaerea mle 1915, Salonicco, 1914-1918.

- canon de 75 modèle 1913: variante antiaerea semovente su chassis De Dion-Bouton.
- canon de 75 contre-aéroplanes sur plateforme modèle 1915: variante antiaerea statica su piattaforma rotante.
- canon de 75 contre-aéroplanes modèle 1917: variante antiaerea su un asse con gambe di stabilizzazione.
- canon de 75 modèle 1928 à frein de bouche G.B.: bocca da fuoco interbellica migliorata dalla Manufacture d’Arme de Levallois (MLS) tramite allungamento della canna e freno di bocca, con velocità alla volata aumentata a 700 m/s e gittata a 7.500 m. La nuova bocca da fuoco venne installata sui modelli preesistenti, ottenendo rispettivamente:
  - canon de 75 sur remorque modèle 1917/1934
  - canon de 75 sur remorque modèle 1930
  - canon de 75 modèle 1928/39 sur plate-forme
- Con la nuova bocca da fuoco vennero realizzate anche modelli antiaerei ex novo:
  - canon de 75 modèle 1932 sur plate-forme ABS: bocca da fuoco su piattaforma stabilizzata su quattro gambe, con otturatore automatico. La portata massima era di 8.000 m, la cadenza di tiro di 25 colpi al minuto. L'affusto, adattato al traino meccanico, poteva essere trainato a 40 km/h e richiedeva 20 minuti per la messa in batteria. Nel maggio 1940 risultavano in servizio 332 esemplari.
  - canon de 75 modèle 1933 sur plate-forme: realizzato dalla Schneider et Cie, con piattaforma su quattro gambe, adattata al traino meccanico. Poteva essere trainato a 8 km/h e messo in batteria in 30 minuti. La gittata massima era di 8.000, la cadenza di tiro di 20 colpi al minuto. In totale erano in servizio 192 esemplari nel maggio 1940.

### Artiglieria controcarri
- canon de 75 mm mle 1897 modifié 1933: versione con ruote e scudo protettivo simile al modello di base, ma con affusto a doppia coda per incrementare l'angolo di traverso a 58°; impiegata nel ruolo anticarro.

### Artiglieria da fortezza
- canon de 75 mm mle 1905
- canon-obusier de 75 mm mle 1929
- canon-obusier de 75 mm mle 1932
- canon-obusier de 75 mm R mle 1932
- canon-obusier de 75 mm mle 1933
- mortier de 75 mm mle 1931

### Artiglieria da carri

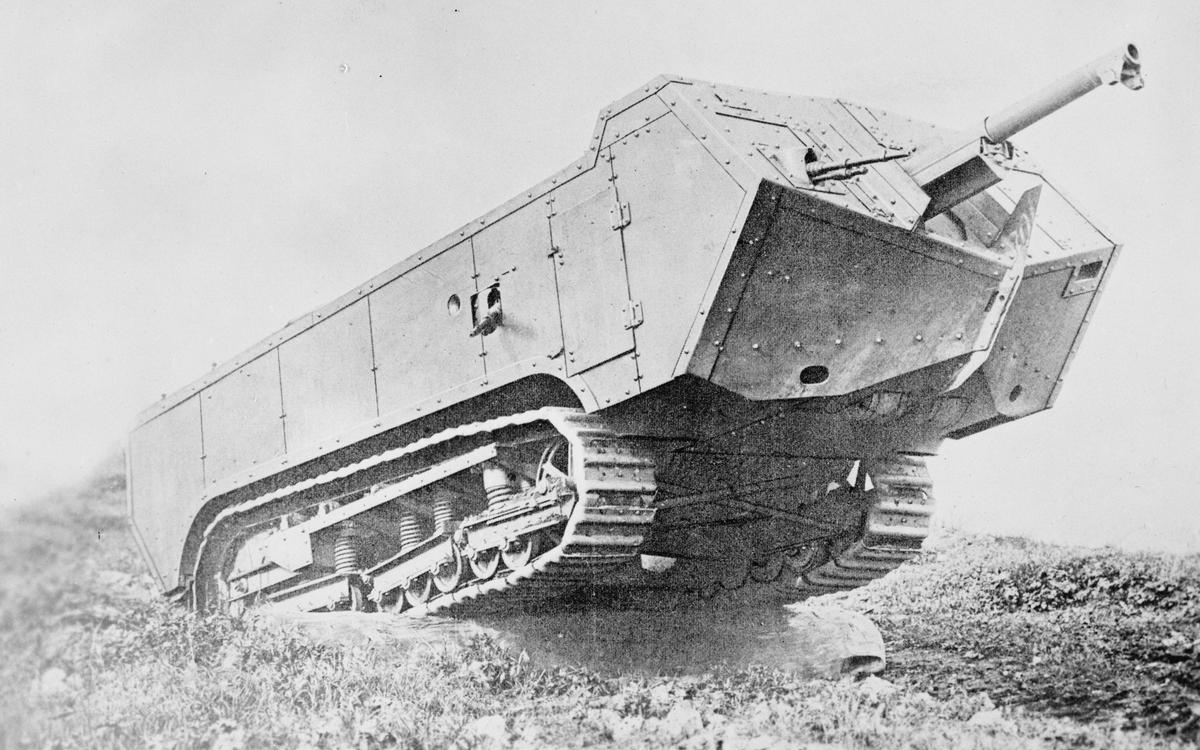
Il Mle 1897, armamento principale del carro Saint-Chamond a partire dal 1917

- Nel 1917 il Mle 1897 rimpiazzò l'originale cannone in casamatta St. Chamond 75 mm TR Mle 1915 sul carro Saint-Chamond[15].
- Il carro armato superpesante FCM 2C[16], costruito nel 1919 ed entrato in servizio nel 1923, era equipaggiato con un Mle 1897 in torretta girevole.

### Artiglieria navale e da costa
La Marine nationale adottò il cannone da 75 mm modèle 1897 per equipaggiare batterie costiere e navi.
Il 75 mm modèle 1897-1915 venne installato su affusto SMCA modèle 1925, con settore di elevazione -10°/+70° e brandeggio su 360°. Questa installazione consentiva l'impiego antiaereo del pezzo. 
Per lo specifico impiego antiaereo imbarcato vennero sviluppati due nuovi pezzi:
- 75 mm Schneider modèle 1908: con canna da 62,5 calibri, installato sulle corazzate pluricalibro classe Danton.
- 75 mm modèle 1922, 1924 e 1927[20]: derivati dal precedente, con canne da 50 calibri.